# Anton Pfleger vitez Wertenau
Anton Pfleger vitez Wertenau, slovenski pravnik, * 24. marec 1748, Železniki, † 27. maj 1820, Dunaj.

## Življenje in delo
Rodil se je v nepreveč premožni družini, ki se je ukvarjala s fužinarstvom. Gimnazijo in filozofijo je študiral v Ljubljani, pravne študije pa na Dunaju. Leta 1774 je bil že imenovan za profesorja prava v Lvovu. Od leta 1796 je bil hkrati svetnik deželnega sodišča, od 1798 pa  apelacijski svetnik v Lvovu in odvezan profesure. Leta 1801 je postal dvorni svetnik za pravosodne posle pri takratni gališki dvorni pisarni. Leta 1805 je bil poklican v službovanje v državni in konferenčni oddelek za notranje posle in je bil istega leta imenovan za pravega državnega in konferenčnega svetnika. Na prošnjo, da se mu potrdi baje leta 1667 podeljeno rodbinsko plemstvo, ga je cesar leta 1806 povišal v viteški stan. 
Leta 1808 je postal kancler reda zlatega runa in kranjski deželan, leta 1814 pa tajni svetnik. V državnem svetu je bil predsednik sekcije za zakonodajo in pravosodje. V tej funkciji je imel važno besedo pri odločitvah o reorganizaciji ilirskih dežel. Zavzemal se je v višjem državnem interesu za to, da ostanejo te dežele tudi pod avstrijsko upravo skupaj. 
Razen svoje inavguralne disertacije ni priobčil nobenega spisa. Pfleger je, živeč do 55. leta v zatišju province le pravoznanstvu in pravosodju, zadnjih 16 let svojega življenja krepko in uspešno na najodgovornejših mestih posegal v zamotani ustroj velike države in velikega dvora, kakor pred njim in v stari državi tudi morda za njim nobeden naših rojakov.